# Folkert de Haan
Folkert de Haan (* 27. März 1978 in Opsterland) ist ein niederländischer Radrennfahrer.
Folkert de Haan begann seine Karriere 2003 bei dem GS III-Team Apac. In seinem zweiten Jahr gewann er für diese Mannschaft das deutsche Eintagesrennen Rund um die Blumenstadt Straelen. Er wechselte 2006 zum niederländischen Continental Team Ubbink-Syntec. Beim Nationale Sluitingprijs in Belgien belegte er im Herbst 2006 den fünften Rang. 2007 beendet er seine internationale Radsportkarriere.
2011 gewann de Haan das Jedermannrennen der Vattenfall Cyclassics.

## Teams
- 2003 Apac
- 2004 Apac
- 2005 Trientalis APAC
- 2006 Ubbink-Syntec
- 2007 Ubbink-Syntec